# Tjiermakjávrátje
Tjiermakjávrátje (äldre stavning Tjermatjauratj) är en sjö i Sorsele kommun i Lappland och ingår i Umeälvens huvudavrinningsområde. Sjön har en area på 0,0742 kvadratkilometer och ligger 648,3 meter över havet. Tjiermakjávrátje ligger i Vindelfjällen Natura 2000-område.

## Delavrinningsområde
Tjiermakjávrátje ingår i det delavrinningsområde (730453-149550) som SMHI kallar för Inloppet i Biellojaure. Medelhöjden är 693 meter över havet och ytan är 44,06 kvadratkilometer. Räknas de 6 avrinningsområdena uppströms in blir den ackumulerade arean 98,68 kvadratkilometer. Biellojukke (Ånkajukke) som avvattnar avrinningsområdet har biflödesordning 3, vilket innebär att vattnet flödar genom totalt 3 vattendrag innan det når havet efter 397 kilometer. Avrinningsområdet består mestadels av skog (66 procent), sankmarker (13 procent) och kalfjäll (21 procent). Avrinningsområdet har 0,23 kvadratkilometer vattenytor vilket ger det en sjöprocent på 0,5 procent.